# Râul Meleiuș
Râul Meleiuș este un curs de apă, afluent al râului Brateș. 

## Hărți
- Harta Munții Tarcău  Arhivat în 22 februarie 2010, la Wayback Machine.